# プラビトセラス
プラビトセラス（学名：Pravitoceras）は、ノストセラス科に属する異常巻きアンモナイトの属。成長後期段階において螺環がS字型にほどける形状を示し、同じく異常巻きアンモナイトであるディディモセラスの子孫にあたる可能性が考えられている。

## 特徴

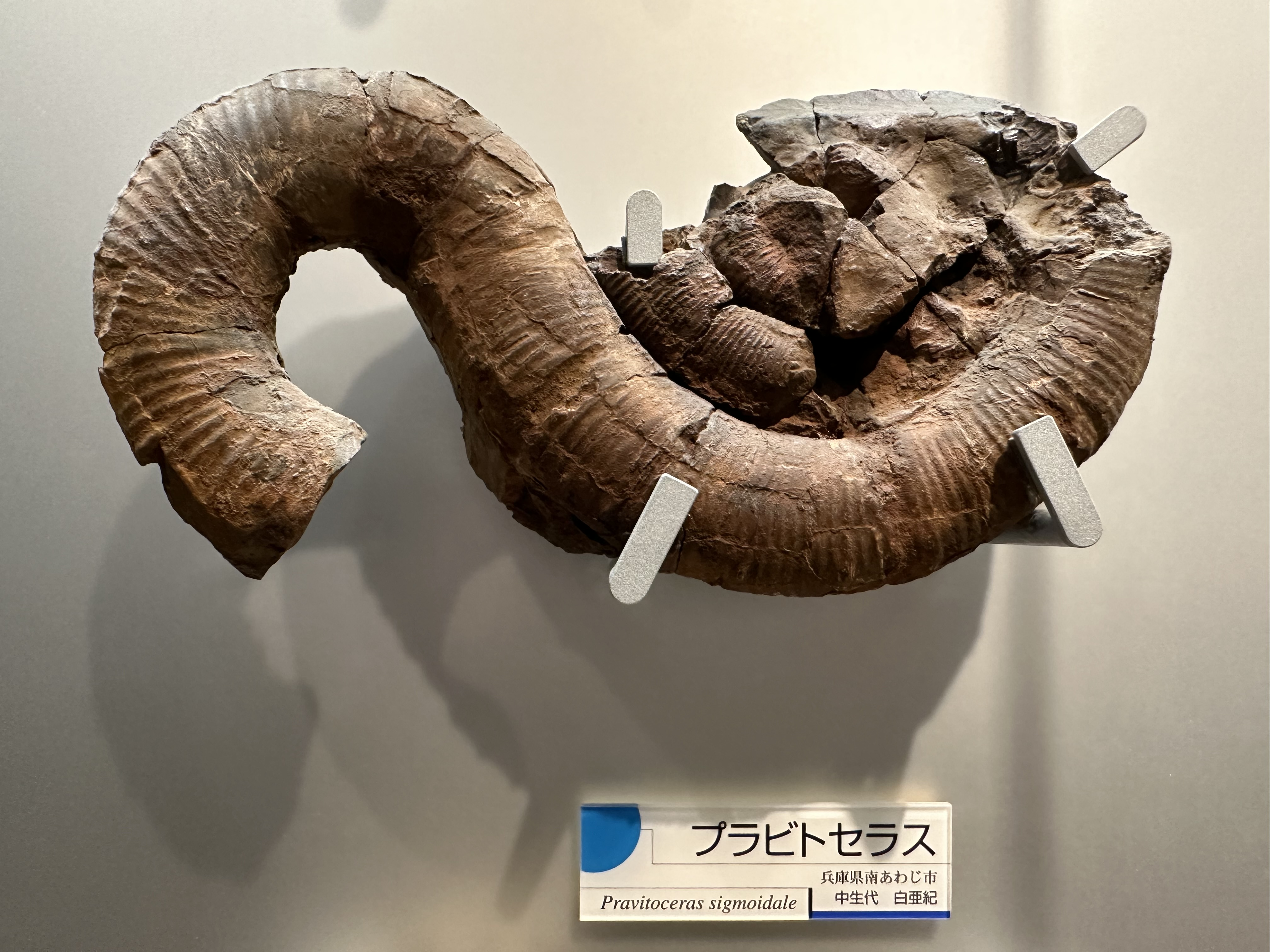
兵庫県南あわじ市産のプラビトセラス

プラビトセラスの幼年殻は立体螺旋を描き、その後は緩巻きの平面螺旋を描く。立体螺旋および平面螺旋初期段階においては、比較的粗い肋を持ち、肋のそれぞれに突起が発達する。その後しばらくは平面螺旋を続けた後、緩やかにターンしながら後方に屈曲し、再び前を向く。この巻き方には右巻きと左巻きの二型が認められる。
プラビトセラスが肋の上に持つ突起は2列であり、その頻度には個体差があるものの、全ての標本において認められている。ただし、螺環が平面螺旋から離れて後屈する部位では突起が見られないこともある。
プラビトセラスの顎器（カラストンビ）は上顎と下顎のサイズがほぼ等しく、先端部が上下ともに尖っており、下顎の中央部に蝶番状の関節が存在していて下顎表面が石灰質層に被覆されている。カラストンビの4分類のうちアプチクス型に分類される形状であるが、プランクトンを摂食した別種のアプチクス型のアンモナイトとは異なり、鋭利な先端部とサイズの等しい顎を用いて獲物を噛み千切っていたことが推測されている。
また、プラビトセラスが他の生物との共生関係にあったことを示唆する化石も発見されている。住房付近の殻の両側にナミマガシワ科の二枚貝が付着しており、二枚貝が生きたプラビトセラスに付着し、かつプラビトセラスが底生生活ではなく浮遊性の生活を送っていたことが示唆された。

## 発見と歴史
プラビトセラス・シグモイダーレ（Pravitoceras sigmoidale）はYabe (1902) で西南日本の上部白亜系和泉層群から産出した異常巻きアンモナイトに基づいて記載・命名された。この時記載された標本は多数存在したが、そのいずれもが不完全なものであり、完全な姿はMatsumoto et al. (1981) での再記載を待つこととなった。Matsumoto et al. (1981) はより保存の良い標本に基づいて、プラビトセラスとディディモセラス の近縁性を指摘してノストセラス科の属として分類した。
2014年に報告された二枚貝との共生の例では、異常巻きアンモナイトの古生態の一端が示唆されている。2015年には、本種について住房中に自生的に保存された上下1対の顎器が報告されている。このような例は日本国内においては蝦夷層群から産出したスカラリテスとポリプチコセラスでしか他に確認されていない。

## 産地
プラビトセラスの化石は淡路島南西部から四国北東部にかけて分布する和泉層群の下部において、Dydymoceras awajiense帯の直上に産出する。産出する国は日本のみであり、市町村としては兵庫県南あわじ市と徳島県鳴門市だけが知られていたが、2008年には北海道の日高地域に分布する蝦夷層群からも本種の化石が産出した。当該の産地は既知の産地から約1600キロメートル北東に位置しており、このことから、本種は当初考えられていたよりも広い分布域を持ったことが示唆される。2018年には同じく日高地域にて、最初の化石の発見地から4.5キロメートル北西の地点から、道内2例目および3例目のプラビトセラスの化石が報告されている。